# 优刻得
UCloud又名优刻得（上交所：688158），是一个云计算服务平台，由季昕华、华琨、莫显峰三人共同创立，成立于2012年，主要为企业提供IaaS、PaaS服务。2014年，获得中国工信部IDC与ISP业务牌照。
UCloud总部位于上海，在香港、伦敦、圣保罗以及洛杉矶等地设有运营机构与数据中心。为用户提供公有云、混合云、私有云、专有云以及AI、大数据流通等服务。
2013年至2018年，UCloud经历了5轮融资，2018年6月，获得中国移动投资公司的E轮投资。
2018年3月，UCloud与内蒙古自治区乌兰察布市人民政府签署合作协议，7月，开始在乌兰察布建立数据中心。
2020年1月20日，UCloud在中国A股科创板正式上市，股票代码688158，成为中国公有云计算第一股。

## 市场份额
截至2018年上半年，UCloud在中国公有云IaaS市场占比达4.8%，位列第6位，排在阿里云、腾讯云、中国电信云、亚马逊云以及金山云之后。